# Jama, Novo mesto
Jama je naselje v Občini Novo mesto.